# Europamästerskapen i hastighetsåkning på skridskor för herrar 1891
Inofficiella Europamästerskapen i hastighetsåkning på skridskor för herrar 1891 hölls på Heiligengeistfeld i Hamburg, Tyskland mellan den 23 och 24 januari. Tävlingen anses vara de första inofficiella europeiska skridskomästerskapen och 16 idrottare från 5 nationer deltog.
Eftersom ingen idrottare lyckades vinna minst två distanser under mästerskapet utsågs ingen åkare till europamästare.

## Resultat

### 23 januari

#### ⅓ engelsk mil (536 meter)
| Placering | Idrottare     | Nationalitet  | Tid  |
| --------- | ------------- | ------------- | ---- |
| 1.        | Oscar Grundén | Sverige       | 55,2 |
| 2.        | Adolf Norseng | Norge         | 55,6 |
| 3.        | Klaas Pander  | Nederländerna | 57,2 |

#### 1engelsk mil(1 609 meter)
| Placering | Idrottare     | Nationalitet  | Tid    |
| --------- | ------------- | ------------- | ------ |
| 1.        | Adolf Norseng | Norge         | 2.59,8 |
| 2.        | Oscar Grundén | Sverige       | 3.01,4 |
| 3.        | Klaas Pander  | Nederländerna | 3.05,4 |

### 24 januari
Mycket dåliga isförhållanden denna dag.

#### 3 engelska mil (4 828 meter)
| Placering | Idrottare        | Nationalitet | Tid     |
| --------- | ---------------- | ------------ | ------- |
| 1.        | August Underborg | Tyskland     | 11.53,8 |
| 2.        | Emil Schou       | Danmark      | 12.09,8 |
| 3.        | Adolf Norseng    | Norge        | 12.12,6 |

## Sammanlagt
Europamästare utsågs vid denna tiden endast ifall någon av löparna vann minst 2 av 3 lopp, vilket inte skedde i detta mästerskap. Det blev alltså ingen mästare detta år.

Siffror efter tiden är placeringar.
| Placering | Idrottare        | Nationalitet  | ⅓ engelsk mil | 1 engelsk mil | 3 engelska mil |
| --------- | ---------------- | ------------- | ------------- | ------------- | -------------- |
| 1         | Adolf Norseng    | Norge         | 55,6 (2)      | 2.59,8 (1)    | 12.12,6 (3)    |
| 2         | Oscar Grundén    | Sverige       | 55,2 (1)      | 3.01,4 (2)    | 12.17,4 (4)    |
| 3         | Emil Schou       | Danmark       | 58,8 (5)      | 3.08,0 (5)    | 12.09,8 (2)    |
| 4         | August Underborg | Tyskland      | 60,2 (11)     | 3.14,2 (8)    | 11.53,8 (1)    |
| 5         | Paul Hille       | Tyskland      | 59,0 (7)      | 3.13,6 (7)    | 12.40,2 (6)    |
| 6         | Gustav Landahl   | Tyskland      | 58,4 (4)      | 3.16,0 (10)   | 12.59,0 (9)    |
| 7         | J.L. Leonhardt   | Tyskland      | 59,8 (9)      | 3.17,6 (11)   | 12.55,6 (7)    |
|           | Georg Frieboes   | Tyskland      | 61,4 (12)     | 3.14,6 (9)    | DNF            |
|           | Georg Smith      | Tyskland      | 61,6 (13)     | DNF           | 13.10,0 (10)   |
|           | Klaas Pander     | Nederländerna | 57,2 (3)      | 3.05,4 (3)    | DNS            |
|           | Heinrich Ehrhorn | Tyskland      | 58,9 (6)      | 3.07,0 (4)    |                |
|           | Jaap Eden        | Nederländerna | 59,8 (9)      | 3.10,6 (6)    | DNS            |
|           | Albert Schade    | Tyskland      | 59,4 (8)      | 3.23,8 (13)   |                |
|           | Walter Herrmann  | Tyskland      | DNF           | 3.23,0 (11)   | 12.58,0 (8)    |
|           | Hugo Underborg   | Tyskland      | DNS           | DNS           | 12.19,6 (5)    |
|           | Otto Traun       | Tyskland      | DNF           |               | DNS            |